# دايتونا بيتش
دايتونا بيتش (بالإنجليزية: Daytona Beach)‏ هي مدينة أمريكية تقع في ولاية فلوريدا. ويبلغ عدد سكانها 61005 نسمة حسب إحصاء سنة 2010 م.

## المناخ
يظهر الجدول التالي التغييرات المناخية على مدار السنة لدايتونا بيتش:
| البيانات المناخية لـدايتونا بيتش         | البيانات المناخية لـدايتونا بيتش | البيانات المناخية لـدايتونا بيتش | البيانات المناخية لـدايتونا بيتش | البيانات المناخية لـدايتونا بيتش | البيانات المناخية لـدايتونا بيتش | البيانات المناخية لـدايتونا بيتش | البيانات المناخية لـدايتونا بيتش | البيانات المناخية لـدايتونا بيتش | البيانات المناخية لـدايتونا بيتش | البيانات المناخية لـدايتونا بيتش | البيانات المناخية لـدايتونا بيتش | البيانات المناخية لـدايتونا بيتش | البيانات المناخية لـدايتونا بيتش |
| الشهر                                    | يناير                            | فبراير                           | مارس                             | أبريل                            | مايو                             | يونيو                            | يوليو                            | أغسطس                            | سبتمبر                           | أكتوبر                           | نوفمبر                           | ديسمبر                           | المعدل السنوي                    |
| ---------------------------------------- | -------------------------------- | -------------------------------- | -------------------------------- | -------------------------------- | -------------------------------- | -------------------------------- | -------------------------------- | -------------------------------- | -------------------------------- | -------------------------------- | -------------------------------- | -------------------------------- | -------------------------------- |
| الدرجة القصوى °ف (°م)                    | 92 (33)                          | 89 (32)                          | 92 (33)                          | 96 (36)                          | 100 (38)                         | 102 (39)                         | 102 (39)                         | 101 (38)                         | 99 (37)                          | 95 (35)                          | 90 (32)                          | 88 (31)                          | 102 (39)                         |
| الحد الأقصى المتوسط °ف (°م)              | 81.7 (27.6)                      | 83.4 (28.6)                      | 86.8 (30.4)                      | 89.5 (31.9)                      | 93.6 (34.2)                      | 95.1 (35.1)                      | 96.1 (35.6)                      | 95.4 (35.2)                      | 92.4 (33.6)                      | 89.5 (31.9)                      | 85.1 (29.5)                      | 82.5 (28.1)                      | 97.5 (36.4)                      |
| متوسط درجة الحرارة الكبرى °ف (°م)        | 68.4 (20.2)                      | 70.7 (21.5)                      | 74.5 (23.6)                      | 79.2 (26.2)                      | 84.7 (29.3)                      | 88.4 (31.3)                      | 90.2 (32.3)                      | 89.6 (32.0)                      | 86.9 (30.5)                      | 82.0 (27.8)                      | 76.0 (24.4)                      | 70.4 (21.3)                      | 80.1 (26.7)                      |
| متوسط درجة الحرارة الصغرى °ف (°م)        | 47.3 (8.5)                       | 50.1 (10.1)                      | 54.2 (12.3)                      | 58.6 (14.8)                      | 65.4 (18.6)                      | 71.4 (21.9)                      | 73.0 (22.8)                      | 73.4 (23.0)                      | 72.2 (22.3)                      | 65.9 (18.8)                      | 57.3 (14.1)                      | 50.5 (10.3)                      | 61.7 (16.5)                      |
| الحد الأدنى المتوسط °ف (°م)              | 29.6 (−1.3)                      | 33.3 (0.7)                       | 38.4 (3.6)                       | 44.6 (7.0)                       | 54.8 (12.7)                      | 65.2 (18.4)                      | 68.4 (20.2)                      | 69.5 (20.8)                      | 65.2 (18.4)                      | 51.1 (10.6)                      | 41.7 (5.4)                       | 32.8 (0.4)                       | 27.2 (−2.7)                      |
| أدنى درجة حرارة °ف (°م)                  | 15 (−9)                          | 24 (−4)                          | 26 (−3)                          | 32 (0)                           | 40 (4)                           | 52 (11)                          | 60 (16)                          | 63 (17)                          | 52 (11)                          | 39 (4)                           | 25 (−4)                          | 19 (−7)                          | 15 (−9)                          |
| معدل هطول الأمطار إنش (مم)               | 2.74 (70)                        | 2.78 (71)                        | 4.24 (108)                       | 2.18 (55)                        | 3.13 (80)                        | 5.83 (148)                       | 5.83 (148)                       | 6.40 (163)                       | 6.96 (177)                       | 4.21 (107)                       | 2.69 (68)                        | 2.63 (67)                        | 49.62 (1٬260)                    |
| متوسط الأيام الممطرة (≥ 0.01 in)         | 7.5                              | 7.3                              | 8.2                              | 5.8                              | 6.8                              | 13.3                             | 12.8                             | 14.0                             | 13.5                             | 10.6                             | 7.7                              | 7.5                              | 115.0                            |
| ساعات سطوع الشمس اليومية                 | 7.0                              | 8.0                              | 9.0                              | 9.0                              | 9.0                              | 9.0                              | 9.0                              | 9.0                              | 8.0                              | 7.0                              | 7.0                              | 7.0                              | 8.2                              |
| نسبة وصول أشعة الشمس                     | 64                               | 73                               | 75                               | 69                               | 64                               | 64                               | 64                               | 69                               | 67                               | 64                               | 64                               | 70                               | 67                               |
| المصدر #1: NOAA                          |                                  |                                  |                                  |                                  |                                  |                                  |                                  |                                  |                                  |                                  |                                  |                                  |                                  |
| المصدر #2: Weather Atlas (sunshine data) |                                  |                                  |                                  |                                  |                                  |                                  |                                  |                                  |                                  |                                  |                                  |                                  |                                  |

## معرض صور

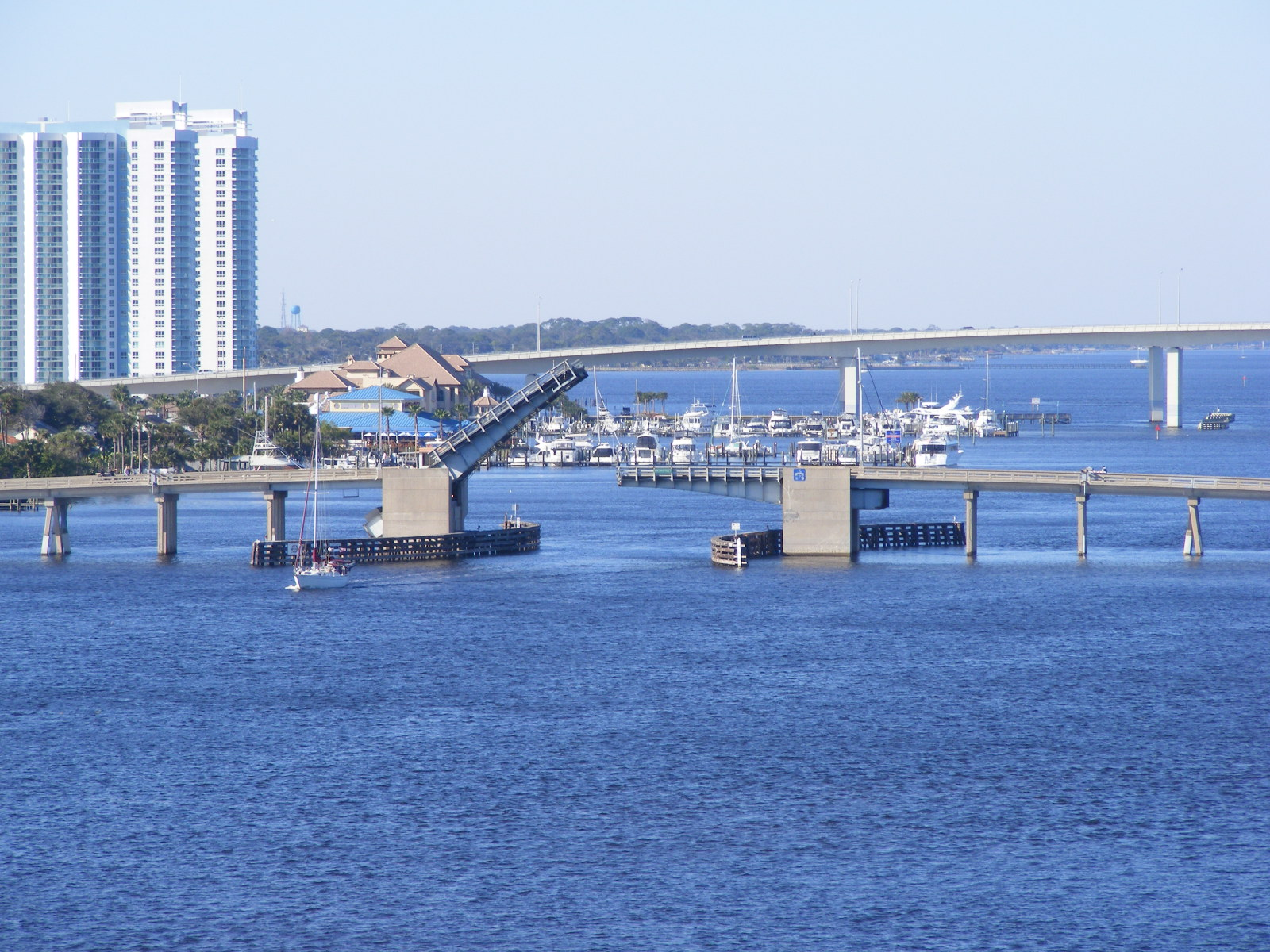
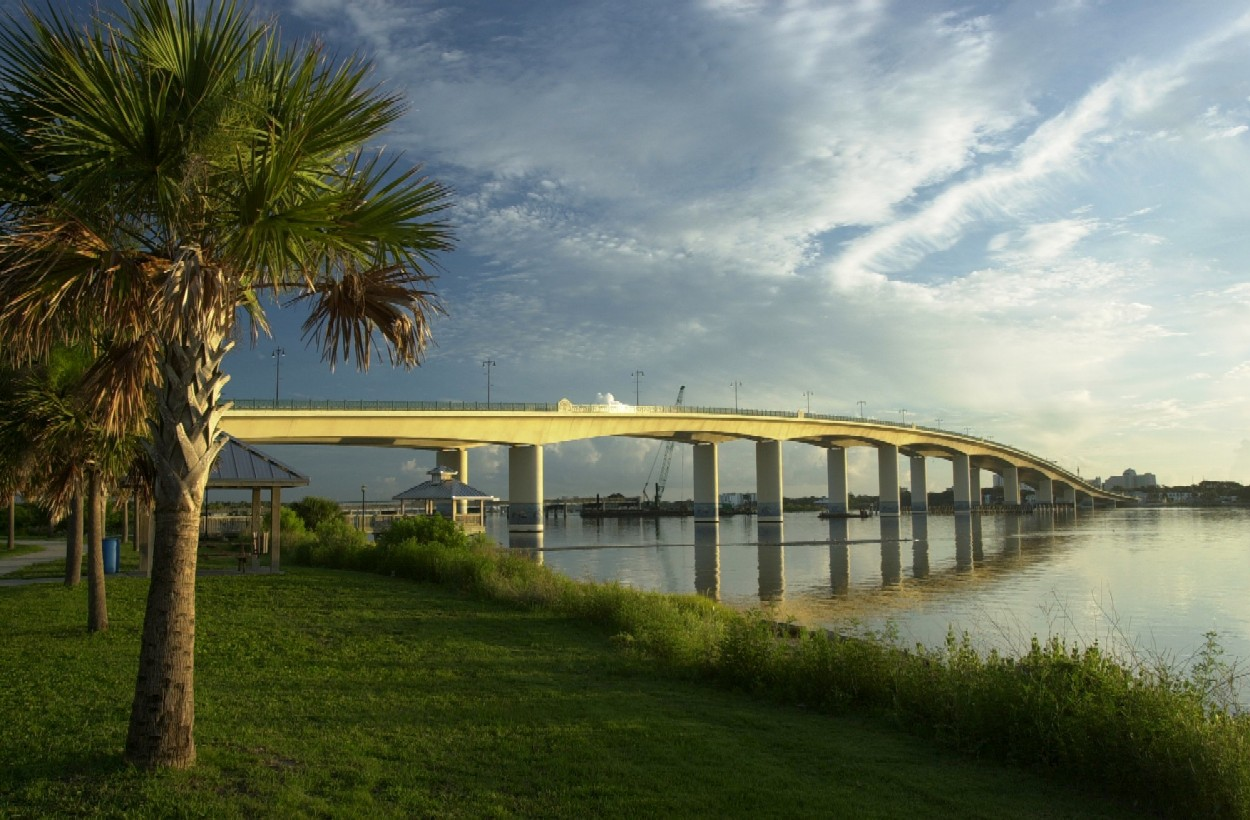
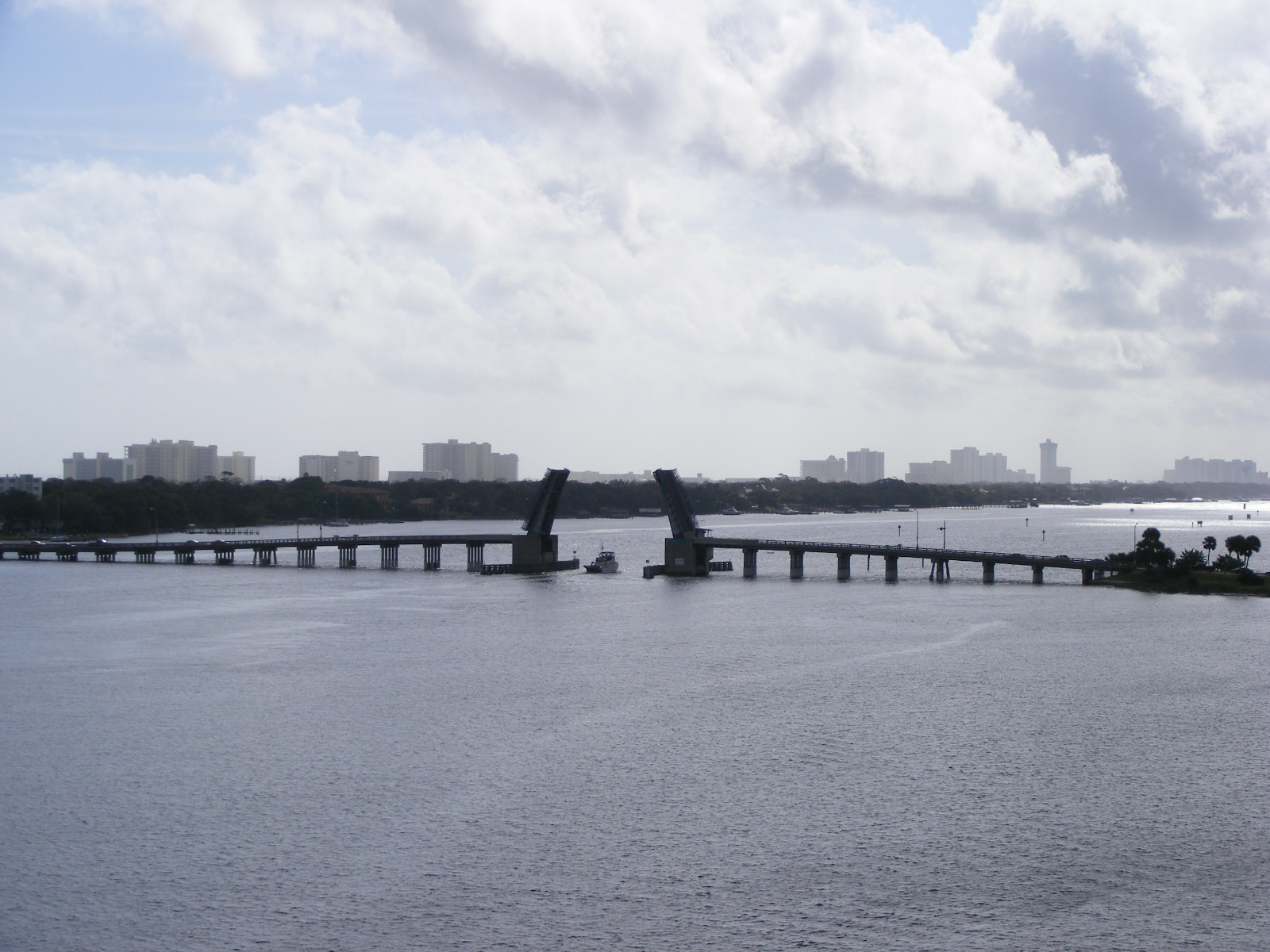
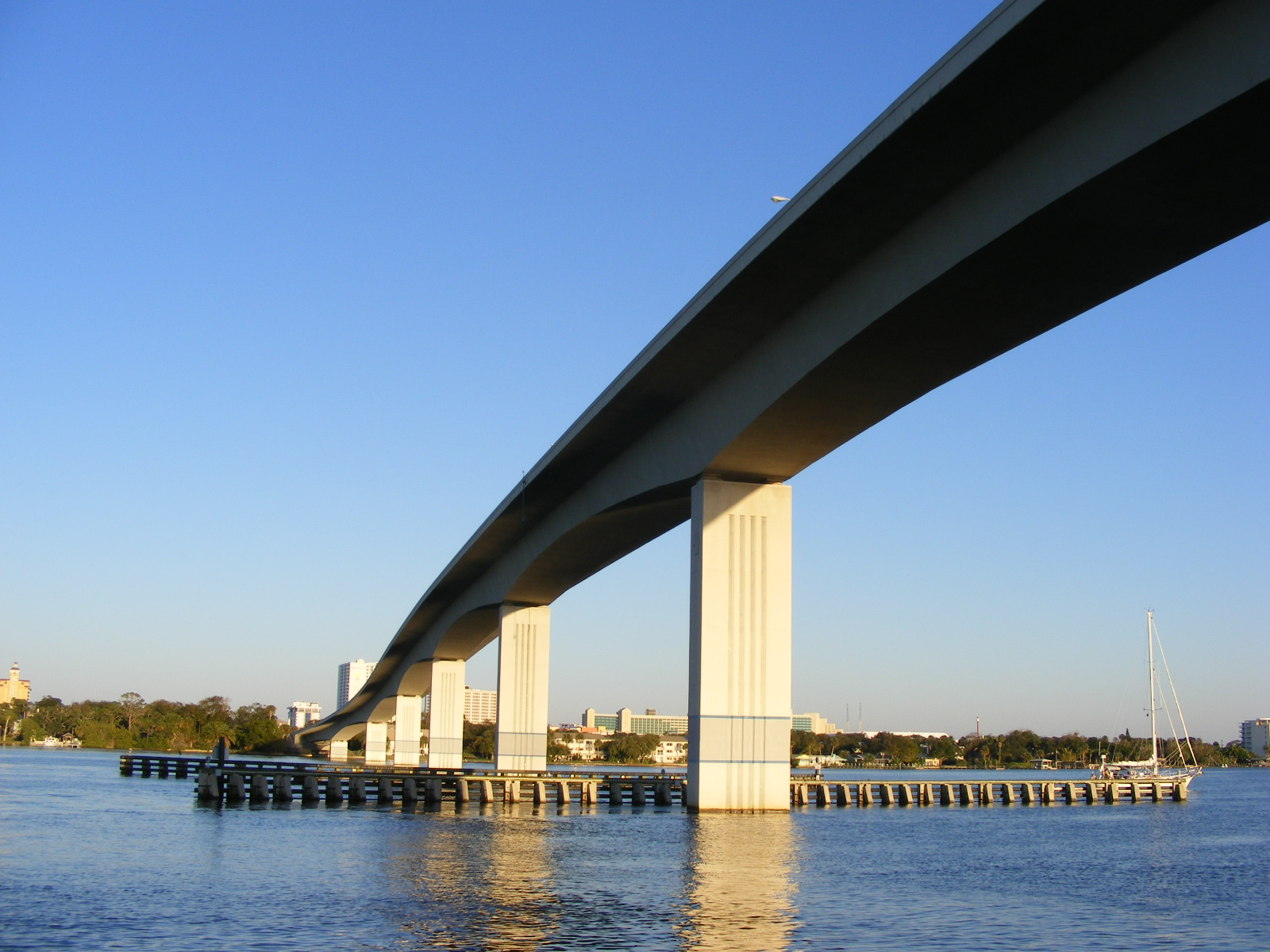

## توأمة
لدايتونا بيتش اتفاقيات توأمة مع:
- بايون

## أعلام
- كورتيس ميتشيل
- لورانس ييتس شيرمان
- ديفيد فانتيربول
- فرانك سيناترا جونيور
- بوب روس
- فينس كارتر
- والتر ميلر
- ماري ماكلويد بيثون
- تشارلز هول
- لي هاملتون